# Don't give up, don't give in
Don't give up, don't give in is een nummer van de Volendamse band BZN uit 1998. Het lied is afkomstig van het live-album A symphonic night II en werd na een stemming onder fans op single uitgebracht.
De voorgaande single, Mexican night, zat in een speciale verpakking waarin een tweede single kon worden opgeborgen. Met een bijgeleverde coupon kon men kiezen welk nummer op die tweede single moest komen. Uiteindelijk kreeg Don't give up, don't give in de meeste stemmen.
Don't give up, don't give in bereikte de Nederlandse Top 40 niet en bleef steken in de tipparade. Er kwam hiermee een einde aan een periode van 22 jaar waarin alle singles van BZN de Top 40 haalden. De vorige single van de groep die in de tipparade bleef steken was Djadja uit 1976.